# Gelanes tootsae
Gelanes tootsae là một loài tò vò trong họ Ichneumonidae.